# Hrabstwo Coffee (Alabama)
Coffee – hrabstwo w stanie Alabama w USA. Populacja liczy 49 948 mieszkańców (stan według spisu z 2010 roku).
Powierzchnia hrabstwa to 1762 km². Gęstość zaludnienia wynosi 28,3 osób/km².

## Miasta i miasteczka
- Elba
- Enterprise
- Kinston
- New Brockton